# Cataulacus adpressus
Cataulacus adpressus är en myrart som beskrevs av Bolton 1974. Cataulacus adpressus ingår i släktet Cataulacus och familjen myror. Inga underarter finns listade.